# 韋爾德湖

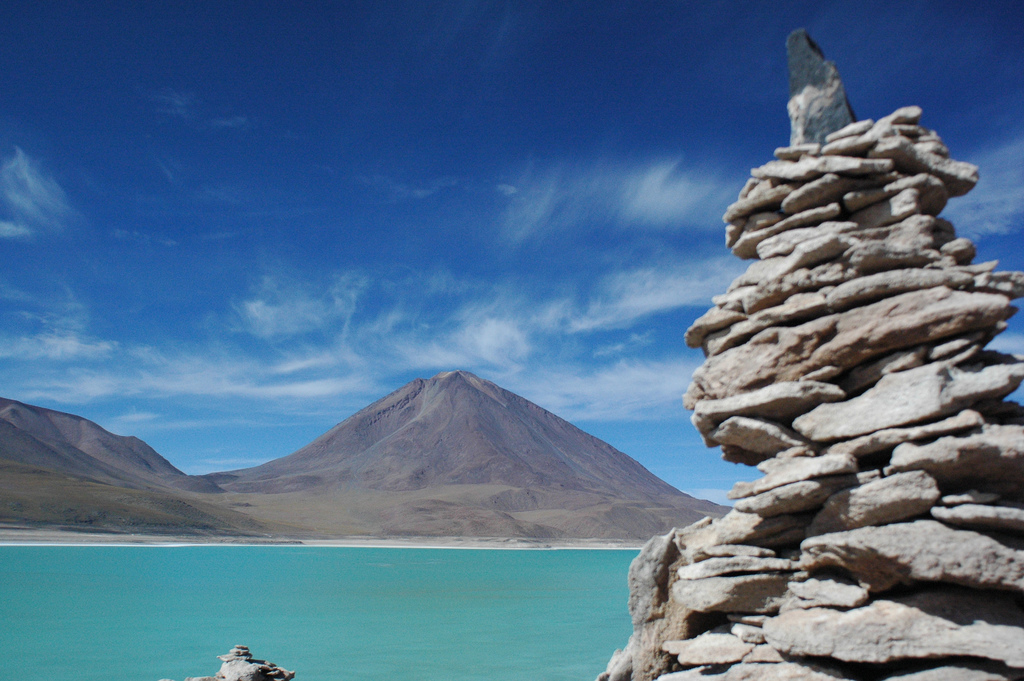
韋爾德湖

22°47′38″S 67°48′44″W / 22.79389°S 67.81222°W
韋爾德湖（西班牙語：Laguna Verde），是玻利維亞的鹽湖，位於該國西南部波托西省，鄰近與智利接壤的邊境，面積1.7平方公里，海拔高度4,300米，該湖以風景和溫泉聞名。